# Нона
Вижте пояснителната страница за други значения на Нона.
„Нона“ е български игрален филм (драма) от 1973 година на режисьора Гриша Островски, по сценарий на Стефан Цанев. Оператор е Красимир Костов. Създаден е по романа „Чифликът край границата“ и мотиви от творчеството на Йордан Йовков. Музиката във филма е композирана от Георги Генков.

## Сюжет
Внимание:  Текстът по-долу разкрива сюжета на произведението (или части от него)!
Началото на XX век. Младата Нона се завръща от Швейцария в бащиния си чифлик. Изумителната прилика с майка ѝ, която е починала при странни обстоятелства, разпалва неугаснали чувства в Гърдю, излежал 15 години в затвора. Нона се запознава с подпоручик Галчев. Посещава го в граничната застава. Той ѝ се обяснява в любов. Между селяните и Манолаки - Нониния баща, възниква спор за една нива. Учителят Йосиф, който е социалист и влюбен в Нона, организира безимотните хора на бунт. През нощта въоръжени селяни обграждат чифлика на бащата на Нона. Пристига подпоручик Галчев със своите войници. Започва стрелба, при която подпоручик Галчев е убит. Нона, сломена от скръб, се среща с Йосиф и го обвинява за смъртта на подпоручик Галчев. Към селото пътува годеникът на Нона, който пристига от Швейцария. На пътя файтонът му се разминава с каруцата, в която е ковчегът на подпоручик Галчев. Миг след като годеникът ѝ прекрачва прага на дома ѝ, Нона се самоубива.

## Състав

### Актьорски състав
| Изпълнител             | Роля                                                             |
| ---------------------- | ---------------------------------------------------------------- |
| Доротея Тончева        | Нона, дъщеря на исьоренския чифликчия Манол и сестра на Тодор    |
| Стефан Данаилов        | подпоручик Галчев пограничния офицер                             |
| Стефан Пейчев          | Гърдю завърналият се затворник                                   |
| Никола Тодев           | бай Манол - Манолаки исьоренски чифликчия и баща на Тодор и Нона |
| Тодор Тодоров          | Йосиф Давидов даскал в Сеново                                    |
| Васил Михайлов         | Тошо дъщеря на Манол и брат на Нона                              |
| Йосиф Сърчаджиев       | Иван Д. Великин „куцият“ свирач                                  |
| Наум Шопов             | Пенчо Милчевски началникът на пощенската станция                 |
| Найчо Петров           | селския кмет                                                     |
| Иван Иванович          |                                                                  |
| Димитър Миланов        | Филип кръчмарят                                                  |
| Вельо Горанов          | Йови по-малкият брат на Гърдю                                    |
| Иван Григоров          | Велко                                                            |
| Димитър Йорданов       | дядо Пейо                                                        |
| Иван Янчев             | селският фелдшер                                                 |
| Белла Цонева           | госпожица Ева Шмид пътуващата циркаджийка                        |
| Петър Пенков           | господин Шмид пътуващия циркаджия                                |
| Любомир Димов          |                                                                  |
| Димитър Бочев          | ефрейтор, служещ при подпоручик Галчев                           |
| Иван Обретенов         | помощник-пощаджия                                                |
| Александър Александров |                                                                  |
| Михаил Ботевски        | помощникът на кръчмаря                                           |
| Катя Паскалева         | Санка снаха на Манолаки и жена на Тодор                          |
| Любка Минева           | малката Нона                                                     |
| Павел Поппандов        | селянинът, съобщаващ на Йосиф, че го търсят                      |
| Йордан Биков           | Филип                                                            |
| Дочо Вачков            |                                                                  |
| Димитър Кехайов        |                                                                  |
| Цветана Денкова        |                                                                  |
| Маргарита Кондакова    |                                                                  |
| Пейо Драгоев           |                                                                  |
| Никола Латев           | ратай на Манолаки                                                |
| Иван Граматиков        |                                                                  |
| Елена Асенова          |                                                                  |
| Стефан Бобадов         |                                                                  |

### Творчески и технически екип
| Сценарий           | Стефан Цанев                                                                                   |
| Режисьор           | Гриша Островски                                                                                |
| Оператор           | Красимир Костов                                                                                |
| Редактор           | Боян Папазов                                                                                   |
| Музика             | Георги Генков                                                                                  |
| Художник           | Мони Аладжемов                                                                                 |
| Костюми            | Венера Наследникова                                                                            |
| Монтаж             | Весела Хаджипетрова                                                                            |
| Грим               | Таню Куков                                                                                     |
| Фотограф           | Жана Карайорданова                                                                             |
| Втори художник     | Вера Тодорова                                                                                  |
| Реквизит           | Лука Бистриков                                                                                 |
| Гардероб           | Тодора Бистрикова Асенка Димова                                                                |
| Осветление         | Любомир Димитров                                                                               |
| Кран               | Христо Александров                                                                             |
| Организатори       | Васил Василев Димитър Бакалов Валентин Вълков                                                  |
| Камера             | Борислав Борозанов                                                                             |
| Асистент-оператори | Михаил Николов Венцеслав Иванов Стоян Деветаков                                                |
| Втори режисьор     | Маргарита Колимечкова                                                                          |
| Асистент-режисьори | Гани Стайков Николина Гюмова                                                                   |
| Директор           | Христо Каранешев                                                                               |
| Производство       | Българска кинематография Студия за игрални филми Творчески колектив „ХЕМУС“ /Copyright © 1973/ |